# Emmanuel du Rusquec
Emmanuel du Rusquec (né le 13 décembre 1922 à Dinard et mort le 2 février 2011 à Chantepie) est un docteur en droit et avoué honoraire rennais près la Cour d'appel de Rennes et auteur de plusieurs ouvrages de référence sur le Parlement de Bretagne. Il est membre du centre de recherche juridique et judiciaire de l'Ouest (CRJO).